# René Binggeli
René Binggeli (Ginevra, 17 gennaio 1941 – Ginevra, 27 settembre 2007) è stato un ciclista su strada svizzero.
Professionista tra il 1960 ed il 1968, conta la vittoria di una tappa al Giro d'Italia e di una al Tour de France.

## Carriera
Le principali vittorie da professionista furono una tappa al Tour de l'Avenir nel 1962, la Nice-Mont Agel e il Tour de l'Anjou nel 1963, due tappe al Tour de Romandie nel 1964, una tappa al Giro d'Italia 1965 e una tappa al Tour de France 1967. Fu terzo ai campionati svizzeri nel 1967 e sesto ai mondiali di San Sebastián 1965.

## Palmarès
- 1960 (Helyett - Leroux - Fynsec - Hutchinson - A.C.B.B.)

Pruntrut - Zürich
- 1962 (Saint-Raphaël - Helyett - Hutchinson)

11ª tappa Tour de l'Avenir (Le Bourg-d'Oisans > Aix-les-Bains)
- 1963 (Molteni/Tigra-Meltina, una vittoria)

Nice-Mont Agel
- 1964 (Flandria - Romeo/Molteni/Tigra-Meltina, due vittorie)

3ª tappa, 1ª semitappa Tour de Romandie (Losanna > Le Locle)
4ª tappa Tour de Romandie (Le Locle > Losanna)
- 1965 (Molteni/Grammont - Motoconfort, tre vittorie)

2ª tappa Circuit des Mines (Villerupt > Metz)
5ª tappa, 2ª semitappa Circuit des Mines (Mancieulles > Piennes, cronometro)
22ª tappa Giro d'Italia (Brescia > Firenze)
- 1967 (Max Meyer, una vittoria)

22ª tappa, 1ª semitappa Tour de France (Fontainebleau > Versailles)

### Altri successi
- 1961 (Allegro - Fynsec/Helyett)

Classifica scalatori Tour de Romandie
- 1962 (Saint-Raphaël - Helyett - Hutchinson)

Grand Prix de Genève
- 1963 (Molteni/Tigra-Meltina)

Annemasse-Bellegarde-Annemasse
Classifica generale Tour de l'Anjou
Criterium di Sallanches
- 1964 (Max Meyer)

Classifica scalatori Tour de Romandie
- 1965 (Molteni/Grammont - Motoconfort)

Annemasse-Bellegarde-Annemasse
- 1967 (Max Meyer)

Grand Prix Piquet (Losanna)

## Piazzamenti

### Grandi Giri
- Giro d'Italia

1965: 20º
1966: 65º
1967: 29º
1968: ritirato (14ª tappa)
- Tour de France

1965: 49º
1966: ritirato (16ª tappa)
1967: 55º

### Classiche monumento
- Milano-Sanremo

1966: 30º
1967: 85º
1968: 85º
- Giro di Lombardia

1965: 24º

### Competizioni mondiali
- Campionati del mondo

Salò 1962 - In linea: 23º
Ronse 1963 - In linea: ritirato
Sallanches 1964 - In linea: ritirato
San Sebastián 1965 - In linea: 6º
Heerlen 1967 - In linea: ritirato